# Lookout Mountain (Géorgie)
Pour les articles homonymes, voir Lookout Mountain.
Lookout Mountain est une ville américaine située dans le comté de Walker, en Géorgie. Selon le recensement de 2020, sa population est de 1 641 habitants.

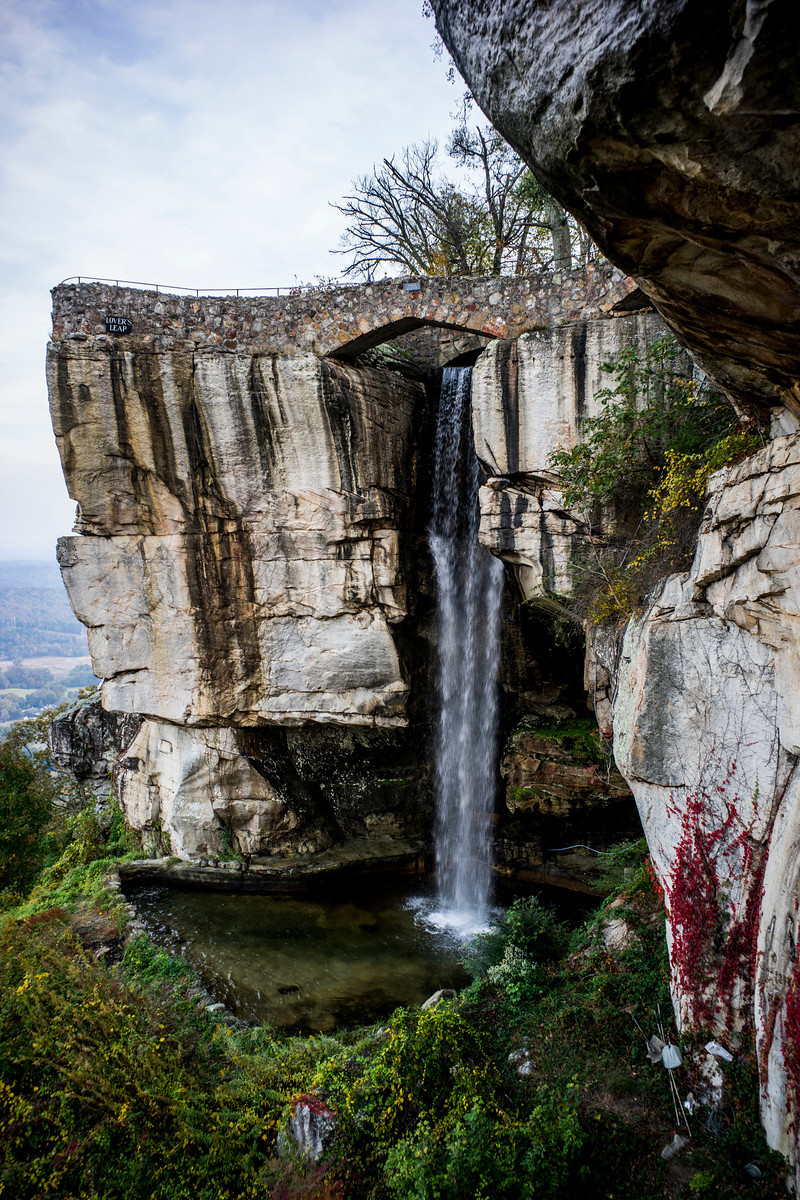
High Falls à Rock City